# Bošana
Bošana falu Horvátországban Zára megyében. Közigazgatásilag Paghoz tartozik.

## Fekvése
Pagtól légvonalban 4 km-re, közúton 5 km-re északnyugatra, a sziget középső részén a Pagi-öböl délnyugati partján fekszik. A több kilométer hosszú partszakasz legnagyobb része meredek, sziklás, de több helyen vannak aprókavicsos szakaszok is. A parton számos kis öböl található, a legnépszerűbb strand a Dubrava a Rozin Bok-öbölben fekszik.

## Története
Területe csak az 1980-as évektől a turizmus fellendülésével kezdett benépesülni. 2011-ben 41 állandó lakosa volt. Pag város közelsége miatt a faluban vendéglátó egységek nem találhatók.

## Lakosság
| Lakosság változása | Lakosság változása | Lakosság változása | Lakosság változása | Lakosság változása | Lakosság változása | Lakosság változása | Lakosság változása | Lakosság változása | Lakosság változása | Lakosság változása | Lakosság változása | Lakosság változása | Lakosság változása | Lakosság változása | Lakosság változása |
| ------------------ | ------------------ | ------------------ | ------------------ | ------------------ | ------------------ | ------------------ | ------------------ | ------------------ | ------------------ | ------------------ | ------------------ | ------------------ | ------------------ | ------------------ | ------------------ |
| 1857               | 1869               | 1880               | 1890               | 1900               | 1910               | 1921               | 1931               | 1948               | 1953               | 1961               | 1971               | 1981               | 1991               | 2001               | 2011               |
| 0                  | 0                  | 0                  | 0                  | 0                  | 0                  | 0                  | 0                  | 0                  | 0                  | 0                  | 0                  | 7                  | 21                 | 26                 | 41                 |

## Nevezetességei
- Bošana felett található a sziget legmagasabb pontja a Szent Vid-hegy a hegymászók kedvenc terepe, amely a meredek oldalon és hegyi ösvényen is megközelíthető.
- Közvetlenül a településtől északra található a dús növényzetű Dubrava-Hanzina rezervátum. Ez a sziget egyetlen védett szeglete, amelyen fennmaradt az eredeti magyaltölgy erdő egy része. Az itteni növényzet genetikailag ellen tudott állni az erős, a sólepárló telepek felől időnként sós port szállító bóra okozta könyörtelen viszonyoknak.